# Dirk Vlasblom
Dirk Vlasblom (Rotterdam, 1952) is een Nederlandse journalist en schrijver.
Na het Erasmusgymnasium in Rotterdam studeerde Vlasblom sociale wetenschappen (culturele antropologie, sociologie en ontwikkelingseconomie) aan de Universiteit Utrecht. Tot 1990 werkte hij als  hoofdredacteur van het tijdschrift Oost-Europa Verkenningen. In 1990 werd in correspondent Zuidoost-Azië voor NRC Handelsblad en Elsevier. Nadat hij in 1996 door het Soeharto-regime werd gedeporteerd wegens kritische berichtgeving werkte hij op de afdeling buitenland van NRC Handelsblad. In 1999 mocht hij terugkeren naar Jakarta. Sinds 2005 werkt hij op de redactie van NRC Handelsblad in Nederland. 

## Schrijver
Zijn boek Papoea, een geschiedenis beschrijft de geschiedenis van Westelijk Nieuw-Guinea. Hierna verschenen meer boeken over Indonesië.  waarin hij zijn ervaringen in het leven van alledag weergeeft en over zijn correspondentschap. 

## Erkenning
Dirk Vlasblom kreeg in 1997 de Prijs voor de Dagbladjournalistiek. Hij kreeg dit voor zijn artikelenserie over de gijzeling van een groep Westerlingen en Indonesiërs door Papoea-rebellen op Irian Jaya.